# Миклуха, Николай Ильич
Никола́й Ильи́ч Миклу́ха (1818—1857) — российский инженер-путеец украинского происхождения. Строитель Николаевской железной дороги и первый начальник Московского вокзала (в то время — Николаевского). Отец знаменитого этнографа Н. Н. Миклухо-Маклая.

## Биография
Николай Ильич Миклуха приходился внуком казаку Степану Миклухе, получившему потомственное дворянство и чин хорунжего за свой подвиг при взятии турецкой крепости Очаков.
Родился в 1818 году в Стародубе. Отец, казак Илья Степанович Миклуха участвовал в войне 1812 года, будучи офицером Низовского полка, и дослужился до чина премьер-майора, был тяжело ранен в битве при Березине, после чего подал в отставку. В его семье было трое сыновей, из которых Николай был младшим и самым одарённым.
В 1835 году он окончил Нежинский лицей и, уехав в Санкт-Петербург, поступил в Институт Корпуса инженеров путей сообщения, который в 1840 году блестяще окончил — вторым по списку.
Одной из первых работ молодого инженера был проект по соединению Волги и Москвы-реки.
Венцом карьеры и главным делом жизни Н. И. Миклухи стало строительство первой в России магистральной железной дороги. Инженер работал на новгородских участках трассы, они считались самыми трудными. С работой он справлялся блестяще, опережая в темпах своих коллег. Возможно, этому способствовали гуманизм и демократизм Миклухи в отношениях с угнетёнными «работными людьми».
В 1844 году вступил в брак с Екатериной Семёновной Беккер. В отличие от своих коллег инженеров, Николай Ильич жил на строительстве (иногда даже в палатках) вместе со своей семьёй.
С 1851 года Николай Ильич Миклуха, состоявший тогда в чине инженер-капитана, был назначен на ответственный пост начальника главного в империи Николаевского (ныне Московского) вокзала в Петербурге. Эту должность он получил, показав себя выдающимся инженером-организатором во время строительства дороги. На этой должности он участвовал в открытии дороги отправкой августейшего поезда, в котором из Санкт-Петербурга в Москву отправились Николай I и его слуга, главноуправляющий путей сообщения граф П. А. Клейнмихель.
Он жил при вокзале — его квартира находилась в здании вокзала, также здесь располагались конторы служащих вокзала, управление железной дороги, жилые квартиры служащих, императорские помещения.
В Санкт-Петербурге он прожил недолго: в 1856 году он был уволен с должности и едва не арестован за то, что, желая облегчить судьбу Тараса Шевченко, отправил ему в ссылку 150 рублей денег. После этого Николай Ильич прожил недолго: он подорвал своё здоровье на прокладке стальной магистрали по болотам Новгородчины, в возрасте сорока лет заболел чахоткой и 20 декабря 1857 (1 января 1858) года скончался. Был похоронен на Волковском православном кладбище; в 1938 году прах был перенесён на Литераторские мостки.
Супруга покойного, Е. С. Беккер сумела дать всем пятерым детям высшее образование.
Существует легенда, что был момент, когда он был на грани голодной смерти, и его спасла случайная встреча с А. К. Толстым, который был земляком Миклухи и помог ему выжить.

## Семья
Жена: Екатерина Семёновна Беккер — дочь героя Отечественной войны 1812 года полковника С. И. Беккера. Их дети:
- Сергей Миклуха (1845—1895) — юрист, в 1886—1894 годах был участковым мировым судьей (3-й участок, г. Малин, Радомысльский уезд, Киевская губерния), имел статский (гражданский) чин коллежского секретаря.
- Николай Миклухо-Маклай (1846—1888) — этнограф, путешественник.
- Ольга Миклуха (1849—1881) — занималась художественной росписью по фарфору. Состояла в гражданском браке с Георгием Федоровичем Штендманом. Умерла при рождении сына Михаила (прозванного в семье Михаил-младший), который впоследствии был усыновлён своей бабушкой Екатериной Семеновной[5]. Михаил был женат на Надежде Михайловне Тарновской.
- Владимир Миклуха (1853—1905) — морской офицер, погиб в Цусимском морском сражении.
- Михаил Миклуха (1856—1927) — геолог, народоволец.

### История фамилии
Далёкие предки Миклухи были из запорожских казаков. Когда Богдан Хмельницкий поднял в 1648 году Украину на войну с поляками, Миклухи одними из первых встали под знамёна гетмана. Они храбро бились рядом с Богданом, и в известной битве под Жёлтыми Водами, отличился казак из Стародубского полка по фамилии Миклуха, которого звали Грицко.
Как гласит старинное фамильное предание Миклухо-Маклаев, дошедшее до наших дней, Грицко взял в плен шотландского дворянина Майкла МакЛая, по бедности нанявшегося в польское войско. МакЛай прижился в семье Миклух и позже породнился с ними, женившись на сестре Грицко Ганне.
Для того чтобы сыграть свадьбу, Майклу пришлось принять православие. Из соединения двух фамилий возникла новая — Миклухо-Маклаи. Но казаки по-прежнему продолжали именоваться просто Миклухами и только во второй половине XIX века Николай Николаевич Миклуха (сын начальника вокзала), будучи студентом за границей, вернул фамилии полное написание — Миклухо-Маклай.
Несмотря на то, что они породнились с шотландским рыцарем, Миклухи и в XVIII веке оставались рядовыми казаками. В конце века один из Миклух, Степан, участвовал в русско-турецкой войне 1787—1792 годов. Отличился он при взятии войсками под руководством А. В. Суворова сильнейшей турецкой крепости Очаков. Степан первый взобрался на стену и водрузил там знамя, и за свой подвиг получил чин хорунжего, и вскоре был пожалован от П. С. Потёмкина дворянством и материально-правовое положение несколько изменилось. Правда, дворянство не прибавило особого богатства в семье Миклух, они по-прежнему оставалась небогатыми, только обзавелись новым хутором под Стародубом.
Однако «шотландская легенда» не подтверждена никакими официальными документами. Сам Николай Николаевич подписался двойной фамилией Миклухо-Маклай (Miklucho-Maclay) впервые осенью 1867 г. под статьей в «Рудимент плавательного пузыря у селахий» в «Йенском журнале медицины и естествознания». Слово «Маклай» происходит, возможно, от «Махлай» — фамилии, которую носил один из предков в роде Миклухо. «Махлай» может быть видоизмененной формой слова «малахай» (треух, шапка-ушанка). Это дает возможность более широко трактовать происхождение фамилии.
Биографом Н. А. Бутиновым в 1998 г. была предложена ещё одна версия. В мае 1867 г. по возвращении с Канарских островов Николай Николаевич назвал открытый им новый вид губок Guancha blanca и по традиции добавил к этому названию сокращенную фамилию первооткрывателя (Mcl). Он тяготился своей непрестижной казацкой фамилией и происхождением с трудом добившемуся причислением к потомственному дворянству (лишь усилиями матери Николая Николаевича после смерти его отца — Николая Ильича). Двойные же фамилии были характерны для многих известных дворянских родов.
В то же время вопрос о происхождении второй части фамилии до сих пор до конца не закрыт.